# Bahnstrecke Appenweier–Bad Griesbach
| Endpunkt der Renchtalbahn: Bad Griesbach |                                                        |                           |                           |
| Streckennummer (DB): | 4262                                                   |                           |                           |
| Kursbuchstrecke (DB): | 718                                                    |                           |                           |
| Kursbuchstrecke: | 302f (1946)                                            |                           |                           |
| Streckenlänge: | 29,1 km                                                |                           |                           |
| Spurweite: | 1435 mm (Normalspur)                                   |                           |                           |
| Streckenklasse: | D4 (Appenweier–Oberkirch) CE (Oberkirch–Bad Griesbach) |                           |                           |
| Maximale Neigung: | 10,1 ‰                                                 |                           |                           |
| Zugbeeinflussung: | PZB                                                    |                           |                           |
| |                                                        |                           |                           |
| \| \| \| von Basel \| \| \| \| 0,0 \| Appenweier \| Appenweier \| \| \| \| nach Mannheim \| \| \| \| 4,0 \| Zusenhofen \| Zusenhofen \| \| \| 8,8 \| Oberkirch \| Oberkirch \| \| \| 9,8 \| Oberkirch-Koehlersiedlung \| Oberkirch-Koehlersiedlung \| \| \| 11,9 \| Lautenbach (Baden) \| Lautenbach (Baden) \| \| \| 13,8 \| Hubacker \| Hubacker \| \| \| 15,3 \| Ramsbach Höfle \| Ramsbach Höfle \| \| \| 16,2 \| Ramsbach Birkhof \| Ramsbach Birkhof \| \| \| 18,4 \| Oppenau \| Oppenau \| \| \| 20,5 \| Ibach \| Ibach \| \| \| 23,0 \| Löcherberg \| Löcherberg \| \| \| 25,7 \| Bad Peterstal \| Bad Peterstal \| \| \| 29,1 \| Bad Griesbach \| Bad Griesbach \| |                                                        |                           |                           |
| Strecke |                                                        | von Basel                 | von Basel                 |
| Bahnhof | 0,0                                                    | Appenweier                | Appenweier                |
| Abzweig geradeaus und nach links |                                                        | nach Mannheim             | nach Mannheim             |
| Haltepunkt / Haltestelle | 4,0                                                    | Zusenhofen                | Zusenhofen                |
| Bahnhof | 8,8                                                    | Oberkirch                 | Oberkirch                 |
| Haltepunkt / Haltestelle | 9,8                                                    | Oberkirch-Koehlersiedlung | Oberkirch-Koehlersiedlung |
| Haltepunkt / Haltestelle | 11,9                                                   | Lautenbach (Baden)        | Lautenbach (Baden)        |
| Haltepunkt / Haltestelle | 13,8                                                   | Hubacker                  | Hubacker                  |
| Haltepunkt / Haltestelle | 15,3                                                   | Ramsbach Höfle            | Ramsbach Höfle            |
| Haltepunkt / Haltestelle | 16,2                                                   | Ramsbach Birkhof          | Ramsbach Birkhof          |
| Bahnhof | 18,4                                                   | Oppenau                   | Oppenau                   |
| Haltepunkt / Haltestelle | 20,5                                                   | Ibach                     | Ibach                     |
| Haltepunkt / Haltestelle | 23,0                                                   | Löcherberg                | Löcherberg                |
| Haltepunkt / Haltestelle | 25,7                                                   | Bad Peterstal             | Bad Peterstal             |
| Haltepunkt / Haltestelle Streckenende | 29,1                                                   | Bad Griesbach             | Bad Griesbach             |

Die Bahnstrecke Appenweier–Bad Griesbach, auch Renchtalbahn, ist eine eingleisige, nicht elektrifizierte Nebenbahn in Baden-Württemberg. Sie verläuft im Schwarzwald von Appenweier nach Bad Griesbach und folgt dabei größtenteils dem Fluss Rench. Heutiger Betreiber des Personenverkehrs ist die SWEG.

## Geschichte
Den ersten Abschnitt zwischen Appenweier und Oppenau eröffnete am 1. Juni 1876 die Renchthal-Eisenbahn-Gesellschaft, die am 31. Mai 1909 von den Großherzoglich Badischen Staatseisenbahnen übernommen wurde, welche von Anfang an den Betrieb geführt hatten. Die Deutsche Reichsbahn verlängerte die Bahn am 28. November 1926 bis Bad Peterstal und am 23. Mai 1933 bis Bad Griesbach.
Von 1998 bis 2014 führte die Ortenau-S-Bahn GmbH (OSB), eine Tochter der SWEG Südwestdeutsche Landesverkehrs-GmbH, den öffentlichen Personennahverkehr durch, wofür vorher die Deutsche Bahn AG zuständig war. Seit der Auflösung der Ortenau-S-Bahn GmbH (2014) betreibt die SWEG die Strecke. Die Züge beginnen in Offenburg und benutzen bis Appenweier die Gleise der Bahnstrecke Mannheim–Basel.
Im Juni 2006 hat die weiterhin für die Streckeninfrastruktur zuständige DB Netz ein elektronisches Stellwerk in Oberkirch in Betrieb genommen, das den Betrieb von Appenweier bis Bad Griesbach steuert. Es handelt sich um das deutschlandweit erste elektronische Stellwerk eines neuen Typs von Bombardier Transportation Signal aus Braunschweig, der auf Nebenbahnen optimiert ist. Die notwendigen Investitionen betrugen 4,6 Millionen Euro.

## Bedienung
Die Strecke wird von Bad Griesbach nach Offenburg zwischen 5:00 und 22:00 Uhr und in Gegenrichtung zwischen ~4:00 und ~21:00 Uhr bedient (Stand: November 2024). Einige Züge werden ab Offenburg bis nach Hausach oder Freudenstadt durchgebunden. 
Für die Strecke bis Offenburg benötigen die Züge 46 bis 50 Minuten. Zur üblichen Symmetrieminute kurz vor der halben Stunde finden im Bahnhof Oppenau die Zugkreuzungen statt. An allen Tagen verkehren die Züge von ca. 5 bis 22 Uhr in der Regel stündlich. Während des morgendlichen, mittäglichen und nachmittäglichen Schülerverkehrs fährt zusätzlich je ein Zugpaar nur bis Oberkirch. Die Durchschnittsgeschwindigkeit beträgt etwa 44 bis 48 Kilometer pro Stunde.
Ab 1998 verkehrten Regio-Shuttle RS1 in Ein- bis Dreifachtraktion, seit April 2024 werden sie durch Batteriezüge des Typs Mireo Plus B von Siemens ergänzt.

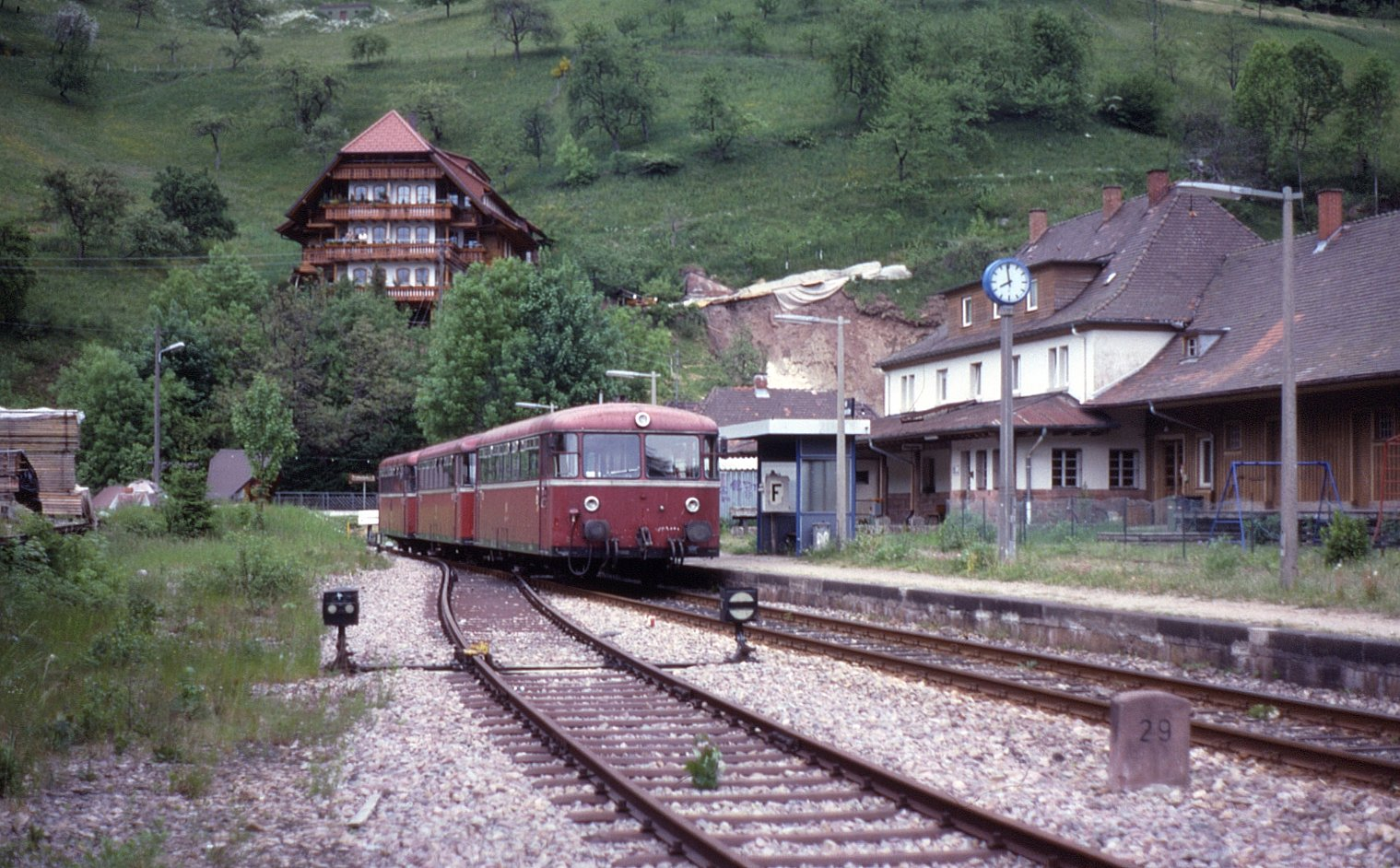
Baureihe 796 mit Beiwagen im Bahnhof Bad Griesbach, 1992
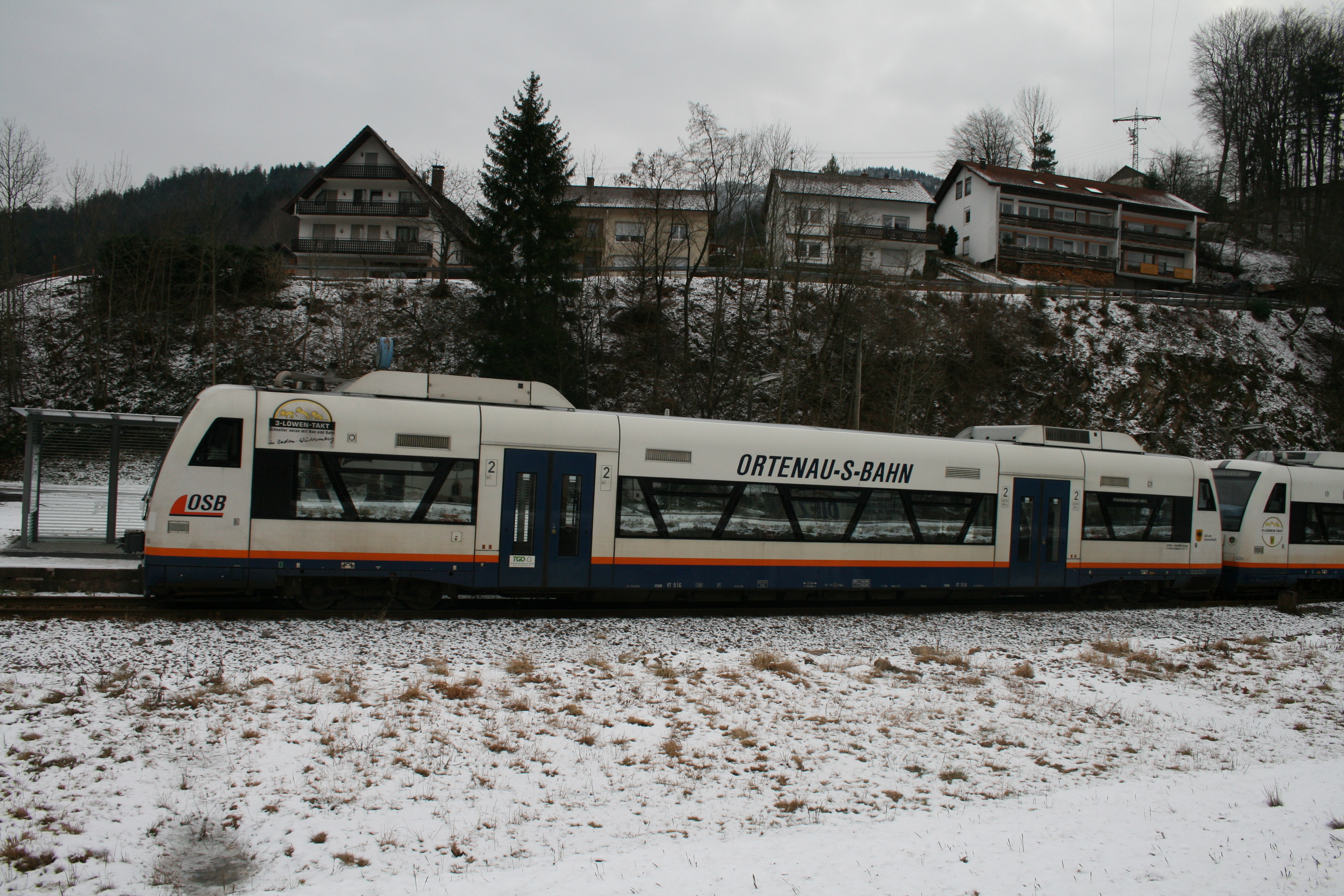
Triebwagen der Ortenau-S-Bahn im Bahnhof Bad Griesbach, 2008